# Acacia malloclada
Acacia malloclada är en ärtväxtart som beskrevs av Joseph Henry Maiden och Blakeley. Acacia malloclada ingår i släktet akacior, och familjen ärtväxter. Inga underarter finns listade i Catalogue of Life.